# Шальова
Шальова (пол. Szalowa) — село в Польщі, у гміні Лужна Горлицького повіту Малопольського воєводства.
Населення — 2161 особа (2011).
У 1975—1998 роках село належало до Новосондецького воєводства.

## Географія
Селом протікає річка Шалювка.

## Демографія
Демографічна структура станом на 31 березня 2011 року:
|          | Загалом | Допрацездатний вік | Працездатний вік | Постпрацездатний вік |
| -------- | ------- | ------------------ | ---------------- | -------------------- |
| Чоловіки | 1113    | 290                | 725              | 98                   |
| Жінки    | 1048    | 233                | 600              | 215                  |
| Разом    | 2161    | 523                | 1325             | 313                  |